# Курашов, Ефим Иванович
Ефим Иванович Курашов (1892—1946) — советский военный и государственный деятель.

## Биография
Родился 1 апреля 1892 года в д.Вараксино Тверской губернии Российской империи, позже — Калининской, ныне Тверской области, в семье крестьянина-бедняка. Учился в 2-классной сельской школе, летом работал пастухом. По окончании школы, в 1906 году, уехал в Петербург, где работал на заводах и железной дороге.
В 1913 году был мобилизован в Русскую императорскую армию и после года службы в Петроградской учебной команде был отправлен на фронт в 1-й Сибирский стрелковый полк, командовал отделением. В 1915 году, будучи в звании старшего унтер-офицера, был разжалован в рядовые за участие в нелегальных маёвках. Позже, за отказ выполнить приказ офицера был заключен в Псковскую тюрьму и затем переведен в дисциплинарный батальон, откуда в марте 1916 года дезертировал.
1 апреля 1917 года вступил в РСДРП(б). Участник Февральской и Октябрьской революций 1917 года. В начале 1918 вступил добровольцем в 1-й Петроградский стрелковый полк. В конце этого же года был мобилизован военкоматом Тверской губернии в запасной батальон и в феврале 1919 года направлен на Восточный фронт Гражданской войны. В марте 1919 года Курашов прибыл в 226-й Петроградский полк в Самаре. Впоследствии 226 сп 26 Златоустовской стрелковой дивизии участвовал в боях Красной армии против войск Колчака в Приуралье и на Алтае.
Осенью 1920 года Е. И. Курашов был направлен на учёбу в Высшую стрелковую школу «Выстрел», по окончании которой был назначен в декабре 1921 года помощником начальника особого отряда штаба 5-й армии. Воевал с белогвардейцами в Иркутской губернии и Якутии. Весной 1923 года был назначен начальником Амгинской группы войск, в апреле 1923 года участвовал в работе II съезда Советов Алдано-Майского улуса. За проявленные мужество и героизм 1 мая 1923 года Президиум Якутского ЦИК наградил его именным нагрудным золотым знаком. С 15 августа 1923 года Курашов служил в Иркутске в должности заместителя командира 103-го стрелкового полка. В ноябре участвовал в работе Иркутской губернской партийной конференции, а в декабре этого же года был избран кандидатом в члены полкового бюро ВКП(б).
С 28 февраля 1924 года командовал 78-м полком в Красноярске, осенью снова был направлен на курсы «Выстрел», но в мае 1925 года постановлением Особой комиссии ЦК РКП(б) и ВЦИК по делам Охотского побережья он был отозван в распоряжение ОГПУ Дальнего Востока для борьбы с антисоветским восстанием в Охотско-Нельканском районе. Работал в Якутском отделе ОГПУ, командуя оперативными частями в качестве начальника Восточного боевого участка. В конце 1926 года выехал в Хабаровск, оттуда — в Москву, где назначен командиром 2-го полка отдельной дивизии особого назначения. В конце 1927 года Курашов вновь был направлен в Якутск для ликвидации бандитизма на севере республики в качестве помощника начальника Северной оперативной группы ОГПУ ЯАССР. В апреле 1929 года он был отозван в Москву и в том же году демобилизован из Красной армии — работал председателем ревизионной комиссии Металлопромсоюза и одновременно в 1931–1932 учился на вечернем отделении Военной академии им. Фрунзе. В декабре 1932 года был направлен в Московский отдел ОГПУ, работал старшим инспектором, а в июне 1933 года направлен в Татарскую АССР командиром 25-го полка.
В качестве полномочного представителя ОГПУ в 1934 году Е. И. Курашов был направлен в Якутию в должности начальника инспекции войск Управления НКВД Якутской АССР. В 1937 году вновь был отозван в Москву и уволен с военной службы. Выйдя в отставку, работал в аппарате Министерства здравоохранения СССР старшим инспектором военно-медицинских заведений. В первые дни Великой Отечественной войны Ефим Иванович вступил в Московское народное ополчение и командовал батальоном формирования и обучения ополченцев.
После окончания войны вышел на пенсию, жил в Москве. Скончался после продолжительной болезни 21 октября 1946 года и похоронен на Преображенском кладбище.
В 1948 году по указанию Совета Министров СССР на Преображенском кладбище Москвы была установлена мраморная надгробная плита с надписью: «Командиру Воинской части Якутии полковнику Курашову Ефиму Ивановичу от Совета Министров Якутской АССР. Апрель 1892 − октябрь 1946».
Имя Е. И. Курашова было присвоено улице и школе № 2 города Якутска, в Чурапче ему установлен бронзовый памятник-бюст, являющийся объектом культурного наследия регионального значения.